# Igreja de São Germano de Auxerre
Igreja de São Germano de Auxerre (em francês: Église Saint-Germain-l'Auxerrois) é um templo católico localizado em Paris, junto ao rio Sena e em frente ao Museu do Louvre. A igreja está dedicada a São Germano de Auxerre, bispo de Auxerre no século V. O edifício original foi construído em plena época merovíngia, mas foi destruído numa incursão normanda em 885-886.
Reconstruída a partir da primeira metade do século XII, a igreja foi sendo modificada de forma progressiva até 1580, quando chegou à forma atual. O portal ocidental data de 1220-1230, o coro do século XIV e a nave do século XV. Subsistem ainda alguns vitrais renascentistas nas janelas. Nos séculos XVII e XVIII o interior da igreja passou por muitas modificações decorativas. No século XIX a igreja foi novamente reformada e restaurada.